# 戴威
戴威（1991年—），安徽企业家，ofo小黄车创始人兼CEO。

## 生平
戴威于1991年出生在安徽淮南，2009年考入北京大学光华管理学院，先后担任光华管理学院学生会主席和北京大学学生会主席，被保送本校硕博连读。2013年，本科毕业后的戴威前往青海省大通回族土族自治县东峡镇支教担任数学教师。2014年，其在北京大学攻读经济学硕士学位，并在同年与张巳丁，薛鼎等四位好友在北京创建共享单车ofo小黄车。
2015年肖常兴，朱啸虎，程维相继投资，之后经过数轮投资逐渐壮大并延伸海外服务。
2016年7月北京大学经济系硕士毕业，放弃直博机会专注打理公司。
2017年，其公司市值居高點，《胡润80后富豪榜》评选戴威凭借35亿人民币个人资产名列榜单第18位。又荣获《财富》杂志中文版“中国40位40岁以下的商业精英”，作为演讲嘉宾出席2017年博鳌亚洲论坛。为了进入美国市场，戴威聘请了UberEATS美国西南地区经理Chris Taylor。
2018年，ofo小黄车经营中出现了用戶押金無法退还，廠商貨款拖欠的问题。2018年12月4日，北京市海淀區人民法院裁决戴威被纳入失信被执行人黑名单（俗稱老賴名單），禁止高消費與限制出境等，名下財產隨時發現隨時執行。不得坐飞机、火车软卧等，不能在星级宾馆等场合消费，不能买房买车旅游等。2019年天津富士達追討案，根据法院文书显示，ofo已无可执行财产，所有財物和帳戶都在一百多起訴訟案中被查封。
2020年8月、12月，戴威两次收到限制消费令，该令要求其不得在星级以上宾馆、酒店、夜总会、高尔夫球场等场所进行高消费，购买不动产或者新建、扩建、高档装修房屋等。2021年4月28日，戴威再次被限制消費。
2023年，媒体报道，戴威在美国纽约创立了一家名为About Time Coffee的咖啡品牌，已经以4000万美元的估值筹集了1000多万美元资金。此前，戴威在西雅图创办了一家移动电源租赁初创公司。5月底， About Time Coffee被曝遭遇经营危机，资金链断裂，部分门店停业。

## 家庭
父亲戴和根是中国化学工程集团公司董事长、党委书记。2020年7月31日，戴威宣佈自己成為一名父親。